# هملت مخیتاریان (بازیکن فوتبال، زاده ۱۹۷۳)
هاملت ولادیمیری مخیتاریان (ارمنی: Համլետ Վլադիմիրի Մխիթարյան؛ زادهٔ ۲۴ نوامبر ۱۹۷۳ در ایروان) یک بازیکن فوتبال در پست هافبک اهل ارمنستان است

## باشگاهی
از باشگاه‌هایی که در آن بازی کرده‌است می‌توان کوتایک، آرارات ایروان، پیونیک، هومنمن ای‌ای بیروت، پارتیزان مینسک، پاس تهران، راه‌آهن، بانانتس، داماش گیلان، پارسه تهران و گهر زاگرس اشاره کرد.

## تیم ملی
وی همچنین در تیم ملی فوتبال ارمنستان بازی کرده‌است. مخیتاریان نخستین بازی ملی خود را که یک بازی دوستانه بود در تاریخ ۱۵ مه ۱۹۹۴ در فولرتون، کالیفرنیا در مقابل ایالات متحده آمریکا انجام داده‌است.